# Заговеньев, Анатолий Иванович
Анатолий Иванович Заговеньев (19 марта 1918, Шадринский уезд, Пермская губерния — 13 июля 1997, Шадринск, Курганская область) — гвардии подполковник Советской Армии, участник Великой Отечественной войны, Герой Советского Союза (1944).

## Биография
Родился 19 марта 1918 года в семье рабочего в деревне Осеево Барневской волости Шадринского уезда, Пермской губернии (с 18 декабря 1959 года деревня в черте города Шадринска Курганской области). Окончил Осеевскую семилетнюю школу и школу ФЗУ, после чего работал токарем на мотороремонтном заводе имени Второй пятилетки (в 1946—1999 гг. на его площадях размещался завод «Полиграфмаш») в Шадринске, одновременно учился в филиале техникума, открытого при заводе.
Осенью 1938 года был призван на службу в Рабоче-крестьянскую Красную Армию. Служил рядовым 71-го полка войск НКВД в составе 2-й отдельной Краснознамённой армии на Дальнем Востоке. В марте 1941 года был направлен на учёбу в военное училище. В декабре 1941 года по сокращённой программе окончил Рязанское пехотное училище, после чего младший лейтенант Анатолий Заговеньев был направлен на фронт Великой Отечественной войны. Участвовал в битве за Москву. Боевое крещение получил в боях под городом Звенигород. Через месяц он уже командовал ротой, а ещё через два месяца — стрелковым лыжным батальоном. В последующих боях четырежды был ранен. Окончил Высшие стрелково-тактические курсы усовершенствования командного состава пехоты «Выстрел».
С 1942 года член ВКП(б).
К сентябрю 1943 года капитан Анатолий Заговеньев командовал 1-м стрелковым батальоном 1310-го стрелкового полка 19-й стрелковой дивизии 7-й гвардейской армии Степного фронта. Отличился во время битвы за Днепр.
В ночь с 24 на 25 сентября 1943 года батальон под командованием Анатолия Заговеньева переправился через Днепр в районе села Домоткань Верхнеднепровского района Днепропетровской области Украинской ССР и захватил плацдарм на его западном берегу, после чего до 4 октября держал оборону, отразив многочисленные вражеские контратаки. 5 октября, оказавшись в окружении, батальон уничтожил около двух рот немецкой пехоты и несколько бронетранспортёров, успешно прорвавшись из окружения.
Указом Президиума Верховного Совета СССР «О присвоении звания Героя Советского Союза офицерскому, сержантскому и рядовому составу Красной Армии» от 22 февраля 1944 года за «образцовое выполнение боевых заданий командования при форсировании реки Днепр, развитие боевых успехов на правом берегу реки и проявленные при этом отвагу и геройство» был удостоен высокого звания Героя Советского Союза с вручением ордена Ленина и медали «Золотая Звезда» за номером 3590.
В дальнейшем осовобождал Белорусскую ССР, Польшу и Чехословакию. После окончания войны он продолжал службу в Советской Армии.
До 1951 года майор Анатолий Заговеньев командовал первым батальоном 287-го гвардейского Силезского ордена Александра Невского полка Центральной группы войск, на который была возложена задача по охране демаркационной линии между нашими и союзническими территориями. Вернувшись в Советский Союз, служил заместителем командира полка, затем по состоянию здоровья был переведён на службу в военный комиссариат Тернопольской области. Работал инструктором областного комитета ДОСААФ в г. Тернополь.
В 1964 году был уволен в запас в звании подполковника. Вернулся в Шадринск.
Умер 13 июля 1997 года, похоронен в городе Шадринске Курганской области.

## Награды и звания
- Герой Советского Союза, 22 февраля 1944 года[6][7][8]
  - Медаль «Золотая Звезда» № 3590
  - Орден Ленина
- Орден Отечественной войны I степени — дважды: 9 июня 1945 года[9] и 6 апреля 1985 года[10]
- Орден Отечественной войны II степени № 29209, 27 августа 1943 года[11]
- Орден Красной Звезды
- медали:
  - Медаль «За отвагу», 29 апреля 1942 года[12]
  - Медаль «За боевые заслуги»
  - Медаль «За оборону Москвы»,12 октября 1944 года[13][14]
  - Медаль «За победу над Германией в Великой Отечественной войне 1941—1945 гг.»
  - Медаль «За освобождение Праги»
  - Медаль «За безупречную службу» I степени
- две иностранные награды:
  - Чехословацкий Военный крест
  - Медаль «За освобождение Польши»
- почётное звание «Почётный гражданин Шадринска» (1995).

## Память
- На доме, где проживал Герой в Шадринске, установлена мемориальная доска (перекрёсток улиц Комсомольская и Февральская, магазин «Красное & Белое»)[15][16].
- 1 сентября 2015 года во время торжественной линейки на школе №13, где учился Герой в посёлке Осеево (ныне часть Шадринска), установлена мемориальная доска (улица Кирова, дом 48).